# Pilostyles thurberi
Pilostyles thurberi är en tvåhjärtbladig växtart som beskrevs av Asa Gray. Pilostyles thurberi ingår i släktet Pilostyles och familjen Apodanthaceae. Inga underarter finns listade i Catalogue of Life.